# Segunda Guerra Macedônica
A Segunda Guerra Macedônica (português brasileiro) ou Segunda Guerra Macedónica (português europeu) (200–197 a.C.) foi travada entre a Macedônia antigônida, liderada pelo rei Filipe V, e uma coalização liderada pela República Romana e composta pelo Reino de Pérgamo, a Peraia Rodense, a pólis de Atenas e a Liga Etólia. O resultado foi uma derrota para Filipe, que foi forçado a abandonar todas as suas possessões no sul da Grécia, na Trácia e na Ásia Menor. Esta guerra, apesar das reiteradas declarações romanas de apoio à "liberdade dos gregos" contra o domínio dos macedônios, marcou o início de um período de grande intervenção de Roma na política do Mediterrâneo oriental e que culminaria com a conquista de toda a região.

## Contexto
Em 204 a.C., o rei Ptolemeu IV Filopátor, do Egito, morreu deixando o trono para seu filho Ptolemeu V, que tinha apenas seis anos de idade. Filipe V da Macedônia e Antíoco do Império Selêucida decidiram se aproveitar deste momento de fragilidade para anexar partes do território egípcio, assinando uma aliança secreta que delimitava as respectivas esferas de influência. Filipe primeiro voltou sua atenção para as pólis gregas ainda independentes na Trácia e perto do Dardanelos. Seu sucesso em anexar cidades como Cio preocuparam as cidades de Rodes e Pérgamo, que também tinham interesses na região.
Em 201 a.C., Filipe deu início à sua campanha na Ásia Menor, cercando a cidade ptolemaica de Samos e capturando Mileto. Novamente, a campanha atemorizou rodenses e pergamenses, o que Filipe respondeu devastando o território destes. Em seguida, o rei macedônio invadiu a Cária, mas sua frota foi bloqueada com sucesso pelas frotas de Rodes e Pérgamo, obrigando Filipe a invernar com seu exército numa região que oferecia muito pouco em termos de provisões. 
Neste ponto, apesar de aparentemente estarem em vantagem, Rodes e Pérgamo ainda temiam Filipe a ponto de enviarem um pedido de ajuda a Roma, na época uma ascendente potência na região do Mediterrâneo.

## Intervenção romana

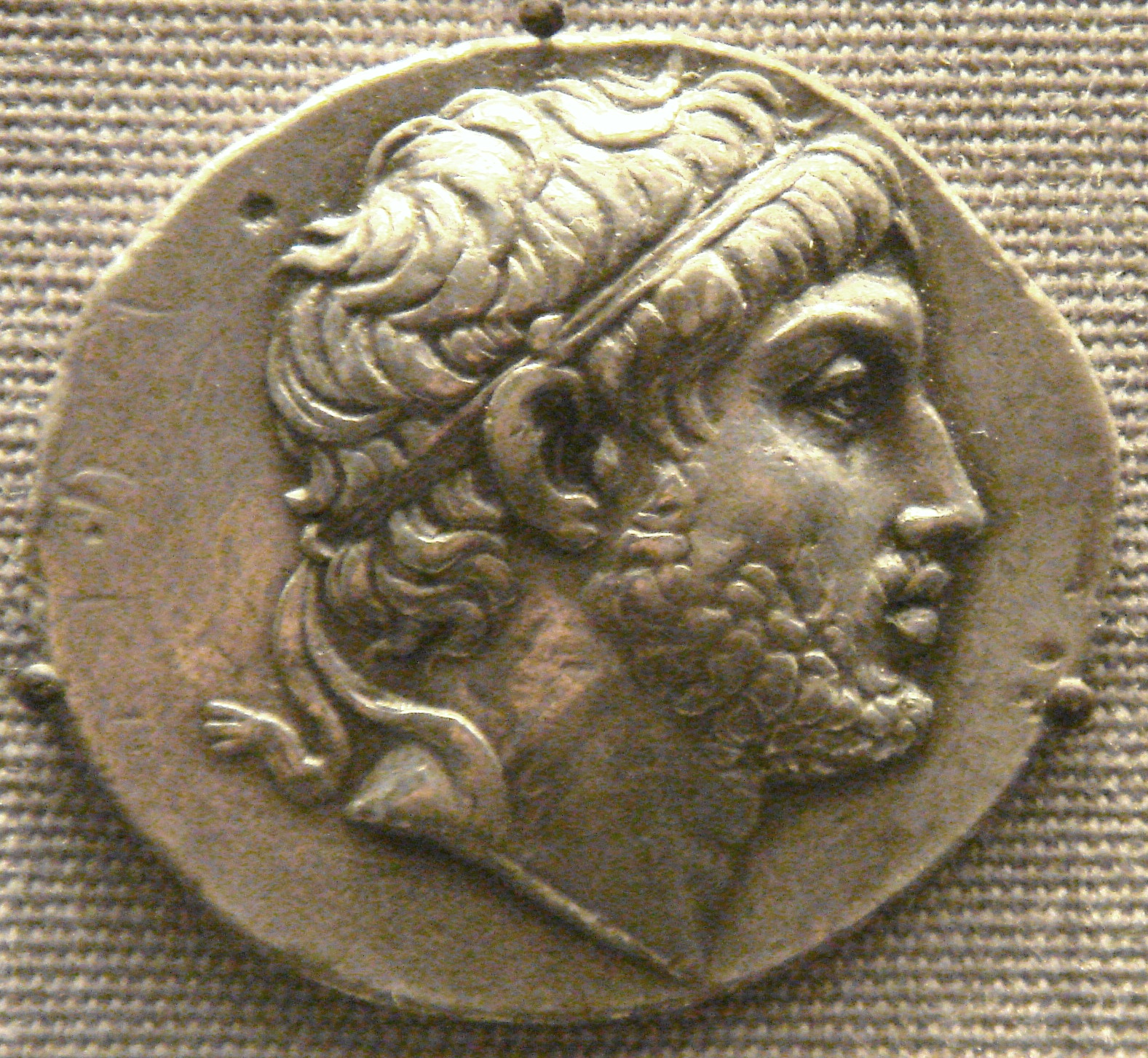
Filipe V da Macedônia

Roma havia acabado de emergir vitoriosa da Segunda Guerra Púnica contra Cartago e, até aquele momento, o interesse romano no Mediterrâneo oriental havia sido mínimo. A Primeira Guerra Macedônica, contra o mesmo Filipe V, havia sido sobre a questão da Ilíria, que foi resolvida pela Paz de Fenícia em 205 a.C.. Muito pouco das ações subsequentes de Filipe na Trácia e na Ásia Menor poderia ser considerado como de interesse dos romanos, mas, ainda assim, o Senado Romano ouviu o pedido de Rodes e Pérgamo e enviou três embaixadores para investigar a situação na Grécia. Eles encontraram muito pouco entusiasmo por um conflito contra a Macedônia nas cidades gregas até chegarem em Atenas, onde encontraram-se com o rei Átalo I de Pérgamo e diplomatas de Rodes. Na mesma época, Atenas declarou guerra à Macedônia e Filipe enviou uma força para invadir a Ática. Os embaixadores romanos se encontraram com o general macedônico e pediram que ele deixasse as cidades gregas em paz, especialmente Atenas, Rodes, Pérgamo e a Liga Etólia, novos aliados de Roma e livres da influência macedônica, e que um acordo fosse firmado com Rodes e Pérgamo para tratar das perdas incorridas na última guerra. O general se retirou do território ateniense e entregou o ultimato romano ao rei Filipe V.
Filipe, que havia conseguido fugir do bloqueio e estava novamente na Macedônia, rejeitou o ultimato imediatamente. Ele reiniciou o ataque sobre Atenas e começou outra campanha no Dardanelos, cercando a importante cidade de Abidos. Ali, no outono de 200 a.C., um embaixador romano o encontrou trazendo um seguindo ultimato, que exigia que ele não atacasse nenhuma cidade grega ou tomasse nenhum território pertencente a Ptolemeu antes de iniciar negociações com Rodes e Pérgamo. Ficou claro que a intenção de Roma naquele momento era uma guerra contra Filipe, pois enquanto o embaixador declarava os termos deste segundo ultimato a Filipe, um exército romano estava desembarcando na Ilíria. Os protestos de Filipe de que ele não estava violando nenhum dos termos da Paz de Fenícia foram em vão.
Políbio relata que, durante o cerco de Abidos, Filipe perdeu a paciência e enviou uma mensagem aos habitantes da cidade de que as muralhas seriam tomadas de assalto e que se alguém quisesse se suicidar ou se render, ele concederia três dias para o que o fizessem. Os cidadãos assassinaram todas as mulheres e crianças da cidade, atiraram seus objetos de valor no mar e lutaram até o último homem. Esta história ilustra bem a reputação atroz que Filipe tinha na época, conseguida em sua luta para expandir o poderio macedônico através da conquista das outras cidades gregas.

## Guerra

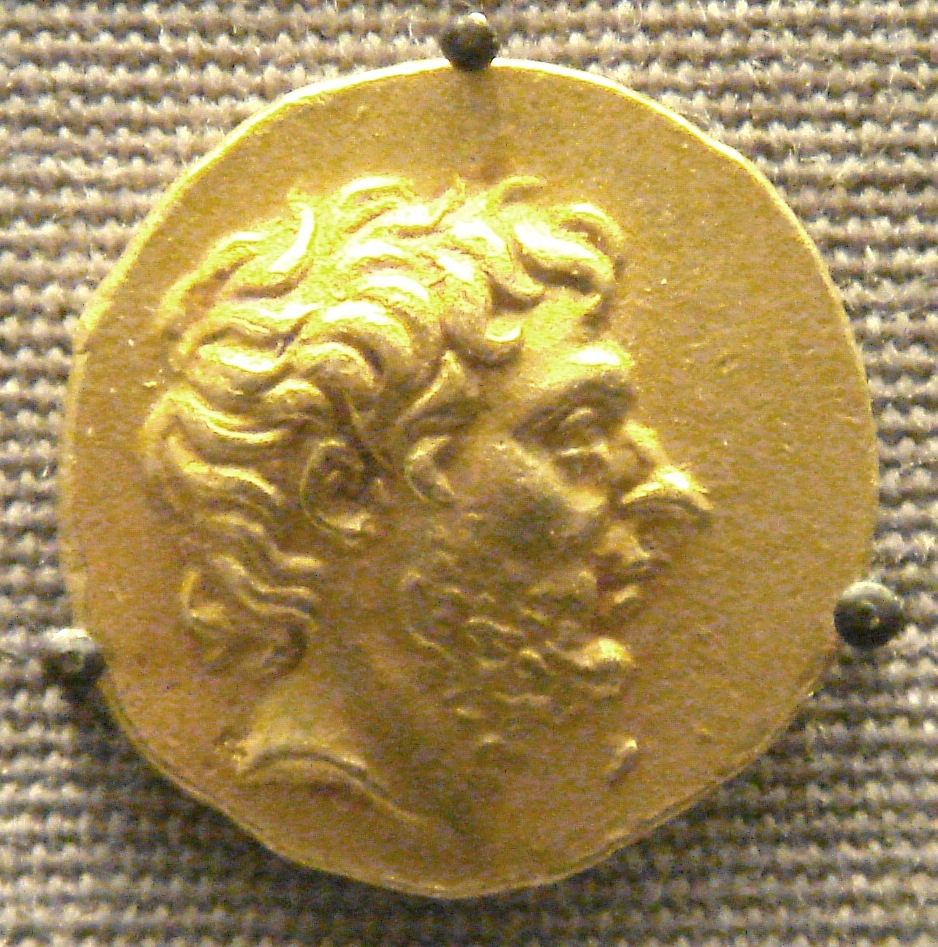
Tito Quíncio Flaminino

Filipe tinha poucos aliados ativos na Grécia, mas Roma também encontrou pouco entusiasmo pela sua causa também, especialmente por que os gregos se lembravam da brutalidade das legiões romanas durante a Primeira Guerra Macedônica. A maior parte das pólis adotou uma política de esperar para ver para qual lado a guerra penderia. Nos primeiros dois anos, a campanha romana foi bastante apagada. Públio Sulpício Galba conseguiu avançar pouco contra Filipe e seu sucessor, Públio Vílio, teve que lidar com um motim entre seus próprios homens. Em 198 a.C., Vílio entregou o comando a Tito Quíncio Flaminino, que se revelaria um general muito mais competente.
Flaminino não tinha trinta anos de idade e era um auto-proclamado "ardente fileleno". Ele introduziu uma nova política entre suas tropas para vencer a guerra. Até aquele momento, os romanos se limitaram a ordenar que Filipe interrompesse seus ataques às cidades do sul da Grécia ("paz na Grécia"). Flaminino passou a exigir que ele retirasse suas guarnições das cidades no sul da Grécia que já estavam sob o controle macedônico e se confinasse na própria Macedônia ("liberdade para os gregos"). Ele próprio liderou uma vigorosa campanha contra Filipe, forçando-o a recuar para a Tessália. As cidades da Liga Aqueia, tradicionalmente favorável à Macedônia, estava ocupada demais com sua guerra contra Esparta para poder participar da Segunda Guerra Macedônica até aquele momento, mas o sucesso romano contra Filipe os persuadiu a abandonarem a causa macedônica. Outras, como Argos, terra natal da antiga dinastia argéada da Macedônia, permaneceram fieis a Filipe.
Filipe declarou sua intenção de negociar a paz, mas o pedido chegou num momento crítico para Flaminino, pois estavam em curso as eleições consulares em Roma. Ele estava ansioso para receber o crédito pelo fim da guerra, mas não tinha certeza ainda se o seu comando seria prorrogado. Por conta disto, ele decidiu abrir as negociações com Filipe enquanto aguardava o resultado final. Se ele tivesse que voltar para Roma, o plano era firmar rapidamente uma paz com os macedônicos. Se, por outro lado, seu comando fosse prorrogado, ele romperia as negociações e declararia guerra contra Filipe novamente. Flaminino e Filipe se encontraram em Niceia, na Lócrida, em novembro de 198 a.C., e, para atrasar o máximo possível o encontro, Flaminino insistiu que todos os seus aliados deveriam estar presentes. Flaminino reiterou suas demandas de que filipe deveria abandonar suas pretensões na Grécia, mas Filipe, que estava disposto a abrir mão de suas conquistas na Trácia e na Ásia Menor, não concordou. Porém, Flaminino conseguiu convencê-lo de que o empecilho para a negociação eram as próprias cidades gregas, que insistiam neste ponto, e sugeriu que ele enviasse uma embaixada diretamente ao Senado Romano. Filipe seguiu o conselho, mas, neste ponto, Flaminino soube que seu comando havia sido estendido e seus amigos em Roma haviam manobrado em Roma para que a embaixada de Filipe fracassasse e a guerra continuasse.

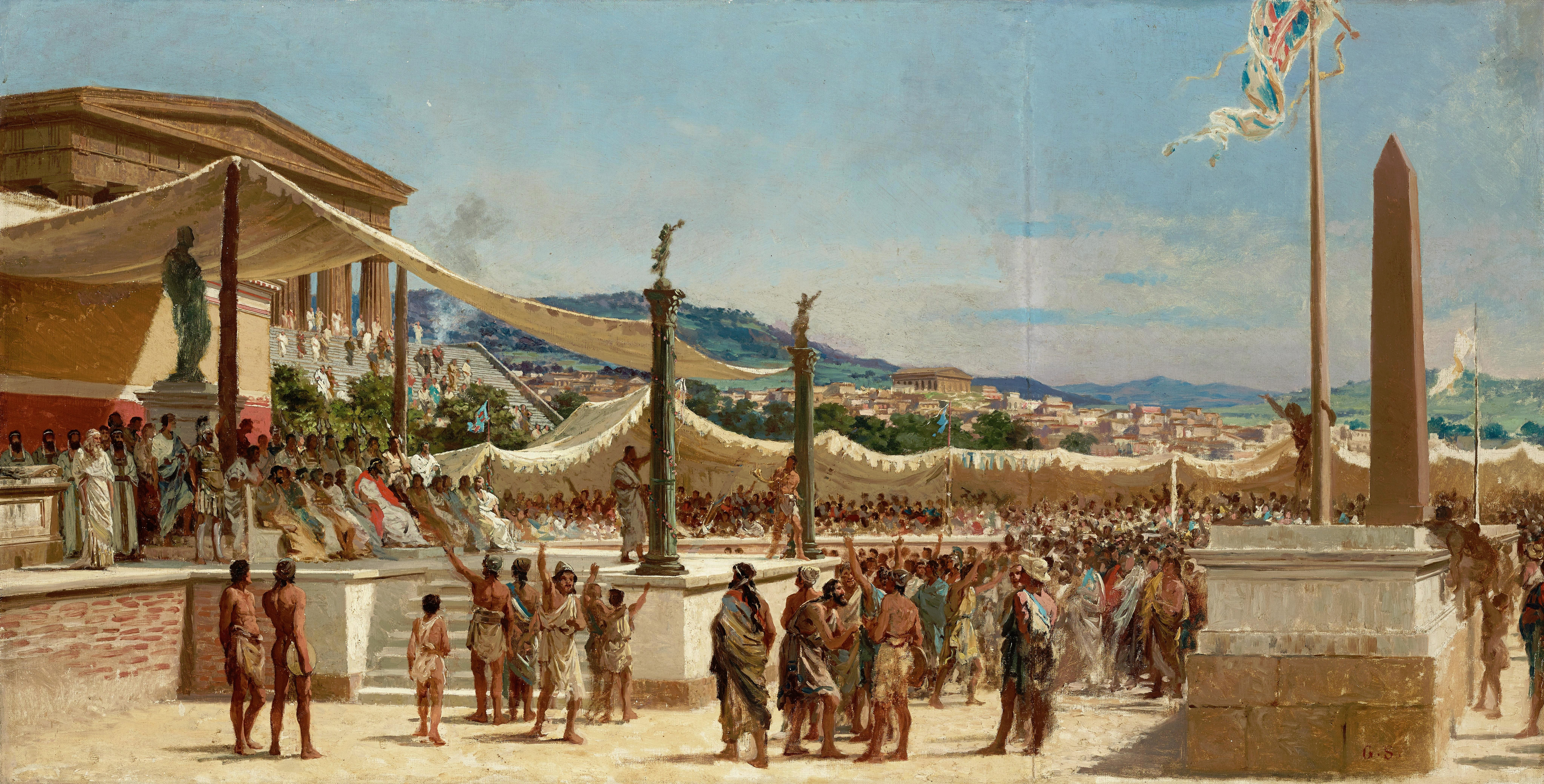
Tito Quíncio Flaminino declara a "liberdade aos gregos" nos Jogos Ístmicos de 196 a.C..
1879. Por Giuseppe Sciuti.

Percebendo que a situação estava caminhando favoravelmente a Roma, os poucos aliados remanescentes de Filipe o abandonaram (com exceção da Acarnânia) e ele foi forçado a criar um novo exército com 25 000 mercenários. As legiões Flaminino enfrentaram e derrotaram Filipe na Batalha de Aoo, mas a vitória decisiva ocorreu em junho de 197 a.C. na Batalha de Cinoscéfalos, na Tessália, uma grande vitória das legiões romanas contra as até então invencíveis falanges macedônicas. Filipe se viu forçado a aceitar uma paz nos termos romanos.

## Paz de Flaminino
Um armistício foi declarado e as negociações de paz foram realizadas no Vale de Tempe. Pelos termos do Tratado de Tempe, Filipe concordou em evacuar suas tropas da Grécia e abriu mão de suas conquistas na Trácia e na Ásia Menor. Os aliados de Flaminino na Liga Etólia reivindicaram terras dos macedônicos, mas Flaminino se recusou a apoiá-los. O tratado foi enviado para Roma para ratificação e o Senado Roman acrescentou alguns termos ao acordo: Filipe teria que pagar uma indenização de guerra e teria que entregar sua frota. Em 196 a.C., a paz foi finalmente assinada e, nos Jogos Ístmicos daquele ano, Flaminino proclamou a "liberdade dos gregos" para o público presente. Ainda assim, Roma postou guarnições em algumas cidades que haviam estado sob o comando dos macedônicos, como Corinto, Cálcis e Demétrias, e só retirou suas legiões em 194 a.C..